# Hi-NRG
Hi-NRG(High-Energy, '하이에너지'로 발음)는 전자 음악의 일종으로 1980년대에 나이트 클럽 등에서 인기가 높았던 장르이다. "Hi-NRG"(하이 에너지)라는 명칭은 영국에서 이안 레빈이 프로듀스한 에블린 토마스의 디스코 히트인 "High Energy(하이 에너지)"(1984년)에서 유래되었다.

## 같이 보기
- 유로디스코